# كيتلين ناكون
كيتلين مي ناكون (بالإنجليزية: Katelyn Nacon)‏ (من مواليد 11 يونيو 1999) ممثلة وموسيقية أميركية، اشتهرت عن دور انيد في المسلسل التلفزيوني الدرامي الموتى السائرون (2015–2019).

## نشأتها
ارتادت كيتلين ناكون مدرسة وودستوك الثانوية، في مدينة وودستوك، جورجيا.

## روابط خارجية
- كيتلين ناكون على موقع IMDb (الإنجليزية)
- كيتلين ناكون على موقع ألو سيني (الفرنسية)
- كيتلين ناكون على موقع قاعدة بيانات الفيلم (الإنجليزية)
- الموقع الرسمي